# Joe Satriani (album)
Joe Satriani  sedmi je studijski album američkog rock instrumentaliste istoga imena, Joe Satriania koji izlazi u listopadu 1995.g. Producent albuma je Glyn Johns, a skladba "(You're) My World" nominirana je za nagradu Grammy.

## Popis pjesama
Sve pjesme napisao je Joe Satriani.
1. "Cool #9" – 6:00
2. "If" – 4:49
3. "Down, Down, Down" – 6:13
4. "Luminous Flesh Giants" – 5:56
5. "S.M.F." – 6:42
6. "Look My Way" – 4:01
7. "Home" – 3:26
8. "Moroccan Sunset" – 4:21
9. "Killer Bee Bop" – 3:49
10. "Slow Down Blues" – 7:23
11. "(You're) My World" – 3:56
12. "Sittin' 'Round" – 3:38

## Popis izvođača
- Joe Satriani - prva i ritam gitara, dobro, harfa, klizanje po gitari, bas-gitara, lap steel, vokal
- Andy Fairweather Low - ritam gitara
- Manu Katche, Ethan Johns, Jeff Campitelli - bubnjevi
- Nathan East, Matt Bissonette - bas-gitara
- Greg Bissonette - udaraljke
- Eric Valentine - klavir